# V imenu ljudstva
V imenu ljudstva je slovenska kriminalistična televizijska serija. Od 2. februarja 2020 je prvo sezono ob nedeljah ob 20. uri predvajal prvi program TV Slovenija. Druga sezona je bila na sporedu spomladi 2022, tretja pa 2023.  

## Epizode

### Prva sezona
Sedemindvajsetletna Nika iz premožne in čustveno hladne družine je doštudirala pravo in gre delat v ugledno odvetniško pisarno KRT. Zastopa banko proti kmetu. Njena mama je sodnica v tem primeru. Pristojni inšpektor naredi samomor. Nika začne sodelovati s priletnim odvetnikom Jožetom Zajcem.
Najbolj gledana epizoda je nabrala slabih 268.000 gledalcev.
| Št. | Datum predvajanja |
| --- | ----------------- |
| 1.  | 2. februar 2020   |
| 2.  | 9. februar 2020   |
| 3.  | 16. februar 2020  |
| 4.  | 23. februar 2020  |
| 5.  | 1. marec 2020     |
| 6.  | 8. marec 2020     |
| 7.  | 15. marec 2020    |
| 8.  | 22. marec 2020    |

### Druga sezona
Zgodba se ukvarja s kriminalno združbo na področju zdravstva in farmacije.
| Št. | Datum predvajanja |
| --- | ----------------- |
| 1.  | 20. februar 2022  |
| 2.  | 27. februar 2022  |
| 3.  | 6. marec 2022     |
| 4.  | 13. marec 2022    |
| 5.  | 20. marec 2022    |
| 6.  | 27. marec 2022    |
| 7.  | 3. april 2022     |
| 8.  | 10. april 2022    |

### Tretja sezona
Tematika sezone je spolna nedotakljivost v sodobni družbi. Ukvarja se z vprašanji (ne)moči sodnega procesiranja teh fenomenov, medijskih (ob)sodb ter žrtev zlorab. Glavna junakinja Nika kandidira za pravosodno ministrico na prihajajočih volitvah.
| Št. | Datum predvajanja |
| --- | ----------------- |
| 1.  | 19. februar 2023  |
| 2.  | 26. februar 2023  |
| 3.  | 5. marec 2023     |
| 4.  | 12. marec 2023    |
| 5.  | 19. marec 2023    |
| 6.  | 26. marec 2023    |
| 7.  | 2. april 2023     |
| 8.  | 9. april 2023     |

## Liki
| Igralec/-ka     | Vloga | Sezona    |
| --------------- | --- | --------- |
| Ajda Smrekar    | Nika Ogrin, odvetnica v pisarni Z.O.Z.                                                                    | 1, 2, 3   |
| Rok Vihar       | Borut Zalar, odvetnik, Nikin partner, vodja pisarne Z.O.Z.                                                | 1, 2, 3   |
| Ivo Ban         | Edo Glavan, pravnik in bančni baron                                                                       | 1 †       |
| Vesna Jevnikar  | Majda Ogrin, Edova bivša žena, Nikina mati, sodnica                                                       | 1, 2, 3   |
| Branko Završan  | Tomaž Ogrin, Nikin pravi oče, dolgoletni zapornik                                                         | 1, 2, 3   |
| Jernej Gašperin | Peter 'Pero' Kordeš, novinar, Nikin nekdanji fant                                                         | 1, 2, 3   |
| Lucija Harum    | Špela Perić, odvetniška pripravnica, Nikina prijateljica, članica Hafnerjeve ekipe                        | 1, 2, 3   |
| Karin Komljanec | Sabrina Rozman, Borutova nekdanja partnerka, pravna zastopnica podjetja Gaurus                            | 1, 2      |
| Brane Grubar    | Jože Zajc, odvetnik                                                                                       | 1, 2, 3 † |
| Urban Kuntarič  | Sebastijan Zajc, Jožetov sin avtist                                                                       | 1, 2, 3   |
| Vlado Novak     | Miro Debevc, Majdin oče, Nikin dedek, upokojeni policist                                                  | 1, 2 †    |
| Bine Matoh      | Herman Dragonja, oče Boruta Zalarja in Gorana Andjelkovića, generalni direktor Banke Inford, bančni baron | 1 †       |
| Peter Musevski  | Goran Andjelkovič, upravnik zapora                                                                        | 1         |
| Igor Žužek      | Milan Zorc                                                                                                | 1         |
| Sergej Ferrari  | tajni agent                                                                                               | 1 †       |
| Luka Marčetič   | Jan, Nikin sošolec iz srednje šole, forenzik                                                              | 1, 2      |
| Lučka Počkaj    | Danijela Zupanc, nekdanja urednica časopisa                                                               | 1, 2 †    |
| Gaja Filač      | Živa Bajc, hči Dušana Kalana, študentka novinarstva                                                       | 2, 3      |
| Helena Peršuh   | Anica Bajc, Živina mati, žena pokojnega Dušana Kalana                                                     | 2         |
| Primož Pirnat   | Benjamin Verbič, inšpektor                                                                                | 2 †       |
| Janez Starina   | Božo Kralj, brat Hermana Dragonje, čebelar                                                                | 2         |
| Primož Vrhovec  | Slatenšek, direktor Gaurusa                                                                               | 2         |
| Branko Jordan   | doktor Branko Stražar                                                                                     | 2         |
| Vesna Pernarčič | Mira, medicinska sestra                                                                                   | 2 †       |
| Maruša Oblak    | sodnica                                                                                                   | 2, 3      |
| Mojca Funkl     | Irena Šmuc, natakarica v lokalu                                                                           | 3         |
| Radoš Bolčina   | Boris Hafner, kandidat za mandatarja                                                                      | 3         |
| Uroš Fürst      | Jan Pretnar, nekdanji urednik pri informativni redakciji                                                  | 3 †       |
| Renato Jenček   | Krivic, odvetnik Jana Pretnarja                                                                           | 3         |
| Barbara Cerar   | Ema Mrak, odgovorna urednica časopisa Vest                                                                | 3         |
| Nina Rakovec    | Vanja Rogelj, novinarka pri časopisu, v. d. urednika                                                      | 3         |
| Vito Weis       | Zucchero, član Hafnerjeve ekipe                                                                           | 3         |
| Rastko Krošl    | Gajič, član Hafnerjeve ekipe                                                                              | 3         |
| Lea Cok         | Andeja Rutar, Pretnarjeva žrtev                                                                           | 3         |
| Lea Mihevc      | Ket, žrtev posilstva                                                                                      | 3         |

## Ekipa
- režija: Vojko Anzeljc
- scenarij: Tomaž Grubar, Sašo Kolarič, Aleš Čar, Martin Horvat, Kim Komljanec in Vojko Anzeljc
- glasba: Tomaž Okroglič Rous
- direktor fotografije: Miha Tozon
- kostumografija: Nataša Lapornik
- maska: Špela Ema Veble
- scenografija: Matjaž Pavlovec
- montaža: Marina Vojković
- strokovna pomoč pri scenarijih: Blaž Rant, Robi Nikolić, Dragan Petrovec

## Produkcija

### Prva sezona
Serija produkcijske skupine Mangart d.o.o. je bila sprejeta na razpisu RTV Slovenija za odkup avdiovizualnih del neodvisnih producentov iz leta 2018. Tomaž Grubar, Vojko Anzeljc in Sašo Kolarič so na razpis poslali scenarij prvih dveh delov. Aleš Čar, Martin Horvat in Kim Komljanec so se posvetili dialogom in piljenju.
Proračun je ocenjen na 500.000 evrov. Snemanje je trajalo 32 dni. Sodno dvorano so imeli na razpolago v Škofji Loki, sicer pa so snemali na več lokacijah.

### Druga sezona
RTV Slo je sprejel nadaljevanje v osmih delih pod imenom Poslednja sodba na razpisu za odkup avdiovizualnih del neodvisnih producentov iz leta 2020. Vrednost projekta je ocenjena na 613.350 evrov.
Sponzor je bil Ford. Lika igralcev Matoha in Bana sta doživela scenaristično smrt, po snemanju prve sezone pa je umrl Peter Musevski. Snemanje se je začelo novembra 2020 in se prekinilo po 13 dneh zaradi epidemije koronavirusa. Nadaljevali so v začetku februarja 2021 in zaključili marca.

### Tretja sezona
RTV Slovenija je sprejela nadaljevanje v osmih delih na razpisu za odkup avdiovizualnih del neodvisnih producentov iz druge polovice leta 2021. Vrednost projekta je bila ocenjena na 614.202 evra. Snemanje je potekalo jeseni 2022.